# 斯特魯莫克 (韃靼布納雷區)
45°43′17″N 29°26′40″E / 45.72139°N 29.44444°E

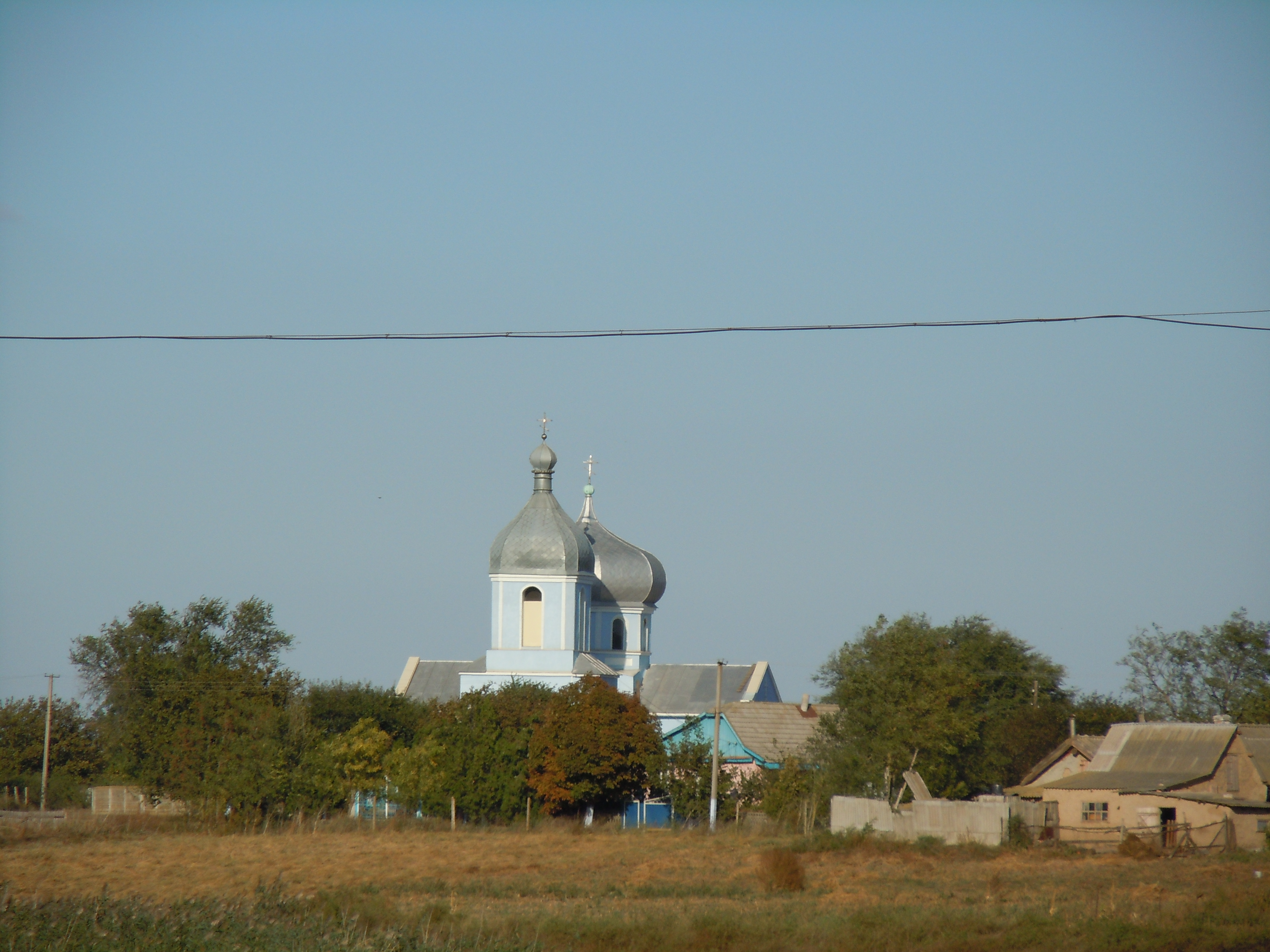

斯特魯莫克（烏克蘭語：Струмок）是位於烏克蘭西南部的村莊，由敖德萨州裡比爾霍羅德-德涅斯特羅夫斯基區的韃靼布納雷市鎮負責管轄。該村始建於1818年，面積4.29平方公里，海拔高度24米，2001年人口1,883，人口密度每平方公里438.93人。